# Aeroportul Cicia
Aeroportul Cicia (IATA: ICI, ICAO: NFCI) este un aeroport din Lau⁠(d), Diviziunea Orientală, Fiji ce deservește zona Cicia⁠(d). A fost numit după zona deservită.
Situat la o altitudine de 4 m, aeroportul dispune de o singură pistă.